# Megalopolis Expressway Trial
Megalopolis Trial Expressway (首都高速トライアル, Shuto kōsoku toraiaru) là tựa phim gốc của một loạt 6 bộ phim Nhật Bản, phim kể về những tay đua bất hợp pháp trên đường cao tốc Shuto, phát hành giữa năm 1988 và 1996. Một phiên bản tiếng Anh phụ đề phiên bản của loạt phim - đổi tên thành Freeway Speedway- được phát hành trên DVD ở Bắc Mỹ vào năm 2004 do thành công thương mại của các bộ phim Hollywood nổi tiếng như The Fast and The Furious ("trước khi có The Fast And The Furious, đã có Freeway Speedway" là một câu trích dẫn xuất hiện trên DVD thứ tư). Một phiên bản tái bản năm 2004 gồm 4 đĩa được thực hiện vào năm 2007, nó được đổi tên thành Tokyo Speedway: The Complete Collection. Mặc dù cũng có sẵn ở Hồng Kông, phiên bản DVD không được phát hành ở Nhật Bản vì bộ series vẫn bị cấm và tập cuối chưa được phát hành.

## Bối cảnh
Lấy bối cảnh một trong những kỷ nguyên khét tiếng nhất của đua xe đường phố ở Nhật Bản, khi câu lạc bộ Mid Night thống trị và trở thành một trong những băng nhóm đua xe đường phố khét tiếng và đáng sợ hoặc được "kính trọng" nhất ở Nhật Bản. Trước khi họ bị cấm làm như vậy, các tạp chí xe hơi đưa tin về các cuộc đua bất hợp pháp, nhưng vào giữa những năm 1990, truyền thông phương Tây bắt đầu đưa tin về Bōsōzoku và vào những năm 2000, một loạt trò chơi điện tử đua xe đường phố nổi tiếng của Mỹ được đặt theo tên của họ, với tên Midnight Club. Bộ phim đầu tiên, do Nikkatsu sản xuất, đã bị cấm phát hành tại Nhật Bản trong rạp chiếu phim, do nội dung của nó. Khi tay đua kiêm cựu tay đua đường phố Keiichi Tsuchiya xuất hiện từ phần tiếp theo, nó đã áp dụng thông điệp "Nói không với những thể loại thi đấu, đua xe đường phố", vì thế tránh bị cấm. Bộ seires trở thành một phần bán tiểu sử về Keiichi, một phần về kinh nghiệm của anh ta khi là một hashiriya (thuật ngữ bản địa người Nhật: "tay đua đường phố") và khi anh ta giã từ tay đua đường phố để trở thành tay đua chuyên nghiệp. Loạt phim tiếp theo phần phim đầu tiên, được phát hành theo dòng V-Cinema của Công ty Toei, có nghĩa là tất cả chúng đều được phát hành trực tiếp thành video. Những bộ phim này được cho là đã ảnh hưởng đến các loạt phim nổi tiếng bao gồm loạt trò chơi điện tử loạt Ridge Racer và loạt trận Shutokō Battle, Need For Speed: Underground, cũng như các truyện tranh như Wangan Midnight. Nó cũng là nguồn cảm hứng cho phim Liệt Hỏa Truyền thuyết của điện ảnh Hồng Kông và các trò chơi điện tử phương Tây như loạt seires game Midnight Club cũng như các bộ phim Hollywood như The Fast and the Furious.

## Tóm tắt nội dung

### Megalopolis Expressway Trial (1988)

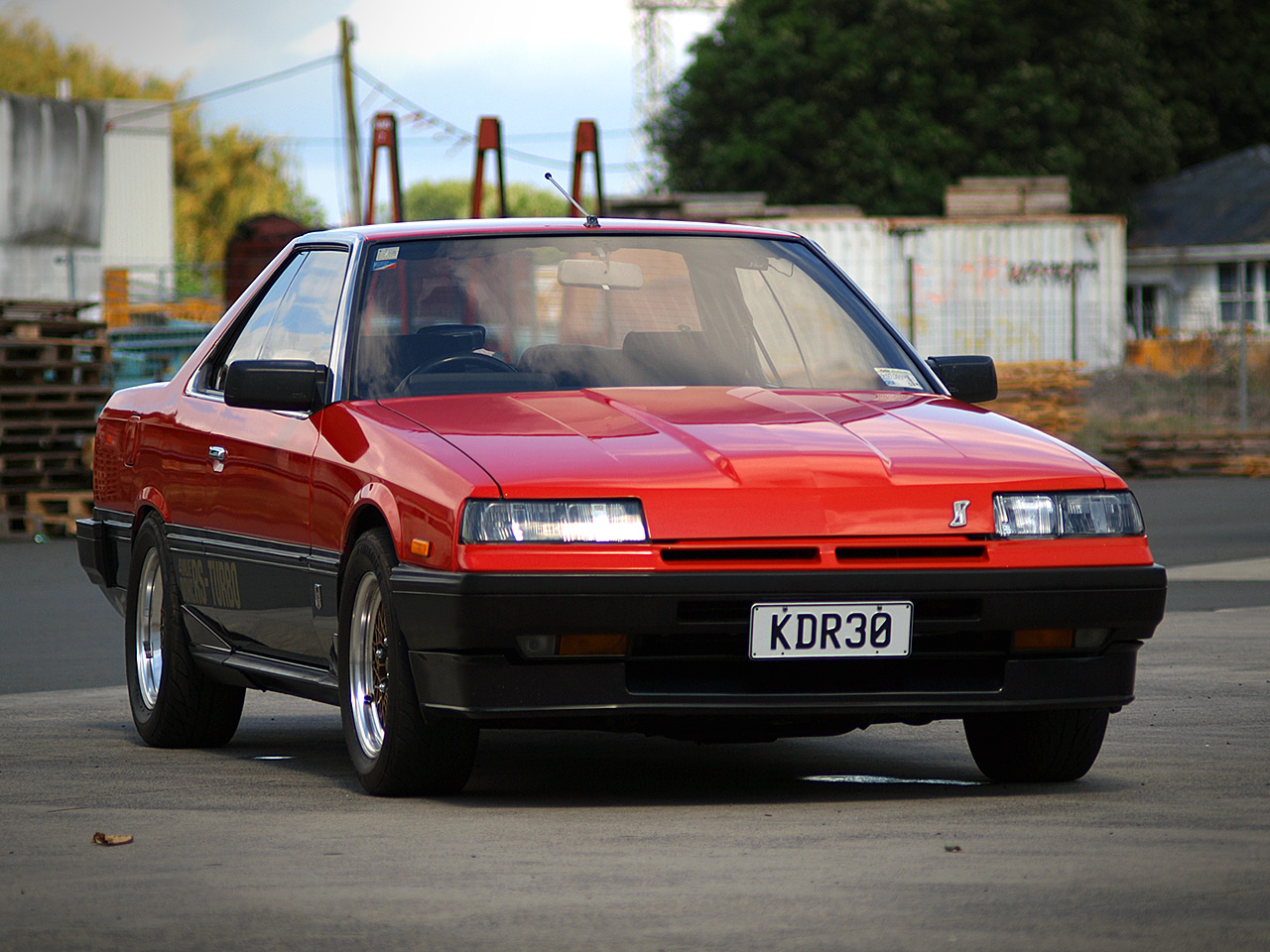
Nissan Skyline 2000 Turbo RS-X [DR30].

Các tay đua đường phố thách thức nhau vượt qua kỷ lục tốc độ hiện tại do tay đua F1 đang nắm giữ. Tuy nhiên, để phá được kỷ lục trên đường cao tốc Shuto, bạn cần phải có thêm “may mắn” bên cạnh động cơ độ mạnh mẽ và kỹ thuật lái cao, chuyên nghiệp. Và bạn phải có khả năng chinh phục "Đường đua của quỷ". Các tay đua đánh cược ước mơ và mạng sống của họ chống lại nhau trong một trò chơi tốc độ nguy hiểm. Phim đầu tiên của loạt phim và là phim duy nhất có cảnh sát đuổi theo xe.
Bộ phim này đã bị cấm chiếu tại các rạp ở Nhật do thông điệp của nó, tuy nhiên, bộ phim tiếp theo được phát hành video.
Về chiếc Nissan Skyline (R30) RS Turbo: Hai chiếc xe đã xuất hiện trên chiếc xe mà nhân vật chính, Rokuo, lái. Cả hai đều có hai tông màu bạc / đen.  Ban đầu là một chiếc xe được điều chỉnh hoàn toàn được trang bị tuabin TD07 do cài đặt (thực tế, nó được trang bị tuabin TD08 cao hơn). Xưởng độ TBO phụ trách phần này. Chiếc xe này đã bị hư hỏng nặng trong một tai nạn khi đua tính giờ trên đường cao tốc. Thứ hai là chiếc xe mà Rokuo đã sử dụng khi quay trở lại đường cao tôc Shuto, và nó không phải là chiếc xe được sửa đổi bất hợp pháp vì đặc điểm kỹ thuật tăng cường nhờ điều chỉnh ROM trong cài đặt. Vì một số lý do, biểu tượng "4 VAN DOHC RS TURBO" không được gắn (một thuật ngữ RS turbo rõ ràng và chính hãng trước đây).

### Megalopolis Expressway Trial 2 (1990)

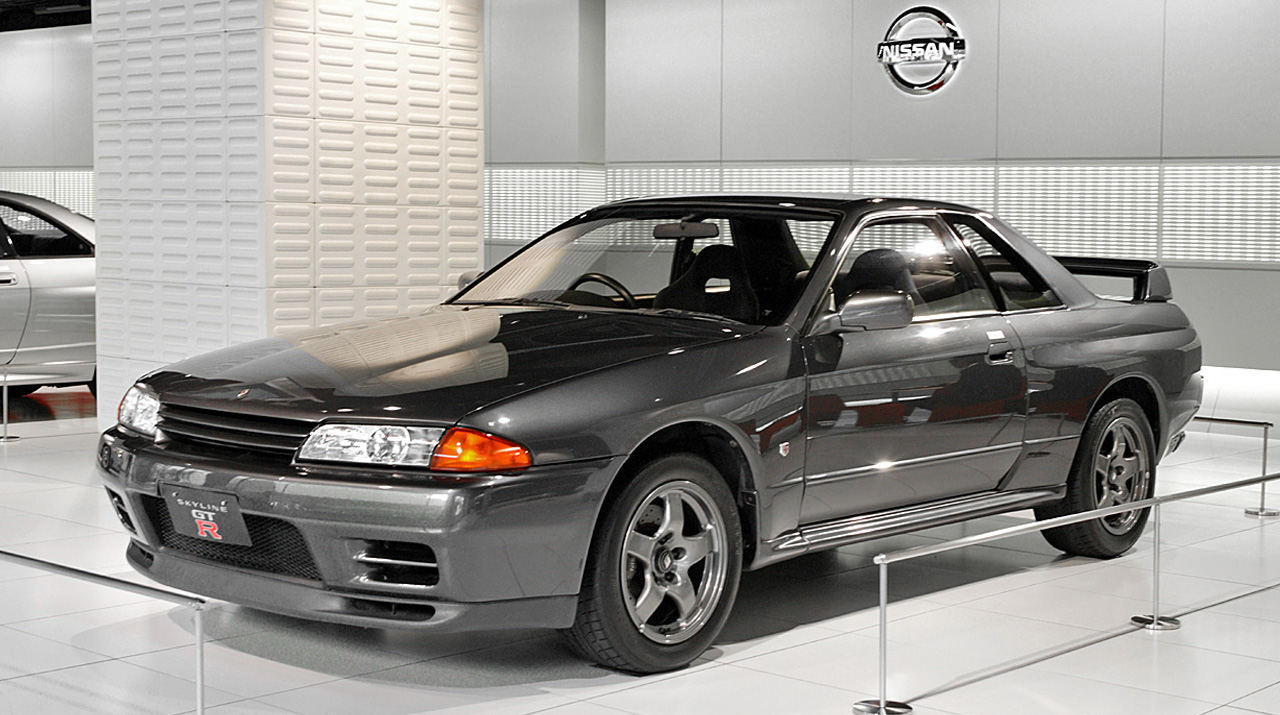
1989 Nissan Skyline GT-R R32

Mở đầu phim, Keiichi Tsuchiya (Skyline GT-R (R32)) đang thử lốp trên đường đua. Yamanaka Takahiro (Silvia K's (S13)) phá kỷ lục đua tính giờ của người bạn thân Toshiro Junichi (Skyline RS-X (R30)). Junichi đã từ bỏ cuộc đua để kết hôn. Nhân vật phản diện Sawaki (Fairlady Z (Z32)) thách thức Taka tham gia một cuộc đua. Junichi can thiệp, ngăn Taka. Taka nhìn thấy Keiichi bên ngoài một phòng trưng bày Nissan và thách thức anh tham gia một cuộc đua. Keiichi nói rằng anh ấy không còn đua trên đường phố nữa, và anh ấy sẽ chỉ thách đấu với Taka trên một đường đua. Junichi sau đó đua Sawaki với điều kiện anh ta để Taka một mình. Junichi bị tai nạn và thiệt mạng trong cuộc đua này. Vị hôn thê của Junichi đã mua một chiếc Skyline GT-R (R32) như một món quà cưới, và tặng nó cho Taka, với điều kiện anh ta không bao giờ đua đường phố nữa. Taka tập luyện trong GT-R R32, nhận được sự hướng dẫn từ Keichii Tsuchiya. Tuy nhiên, Taka phá vỡ lời hứa với vị hôn thê của Junichi, anh ta cũng đua Sawaki, nhưng trong cuộc đua, thực tế Taka đã thắng nhưng bỏ cuộc giữa cuộc đua với Sawaki (Sawaki nắm chắc phần thắng trong tay), anh ta quyết định đua trên Shuto là vô giá trị. Bộ phim kết thúc với cảnh GT-R R32 của Keiichi và Taka đua nhau quanh một đường đua. Takahiro, vượt qua Tsuchiya, ở góc cuối cùng của cuộc đua, với Nozomi, góa phụ của Junichi, vẫy cờ ca rô khi họ băng qua vạch đích.

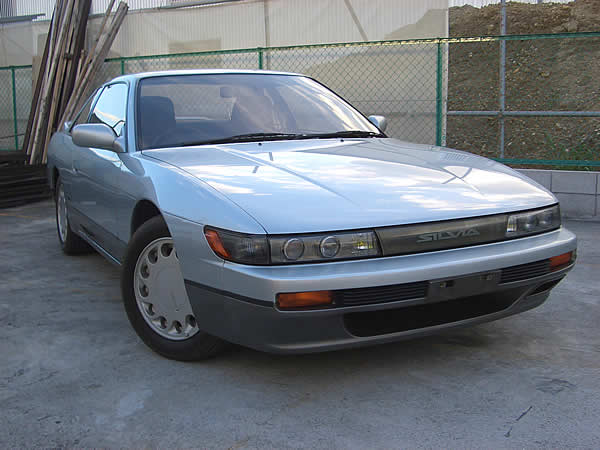
1988 Nissan Silvia K (S13)

Silvia (S13): Bạc. Chiếc xe mà Taka đã đi phần mở đầu phim. Phá kỷ lục. Thời gian đua tính giờ trên đường cao tốc Shuto 4 phút 46 giây.

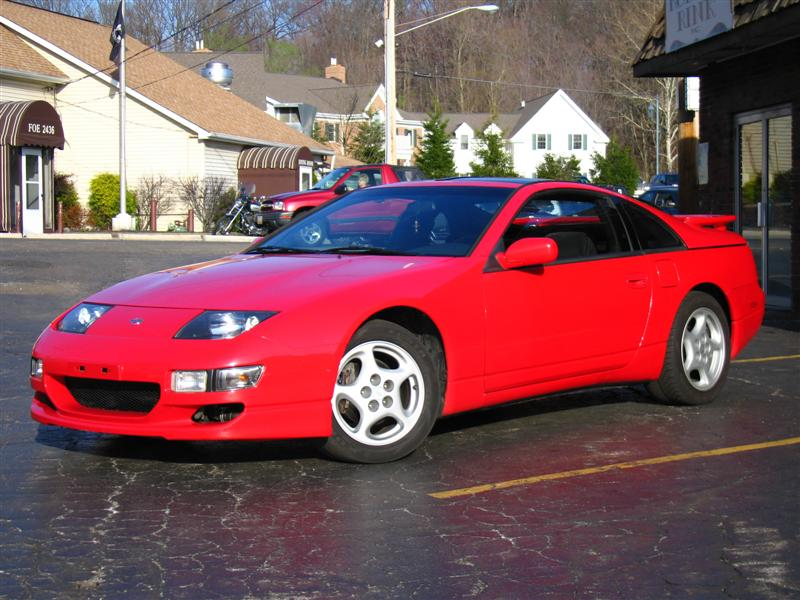
1990 Nissan Fairlady 300ZX (Z32)

Skyline (R30RS-X): Đỏ / Đen. Junichi, Cựu kỷ lục gia. Thời gian đua tính giờ 4 phút 53 giây. Chiến đấu với Z32 thay vì Taka. Anh ấy chết trong một vụ tai nạn.
Skyline (BNR32) GT-R: Màu xám đen. Chiếc xe mà mà vợ mua tặng cho Junichi. Bây giờ giao lại cho Taka.
Fairlady Z (Z32): Xám đen (AT: Hộp số tự động). Buộc phải đẩy trận chiến tại Metropolitan Expressway cho Taka. Nó được sơn màu đỏ từ giữa phim.
Supra (MA70): Màu trắng. Xe được trang bị hộp số tự động. Một thành viên trong nhóm của chiếc xe đối thủ trên.

### Megalopolis Expressway Trial 3 (1991)

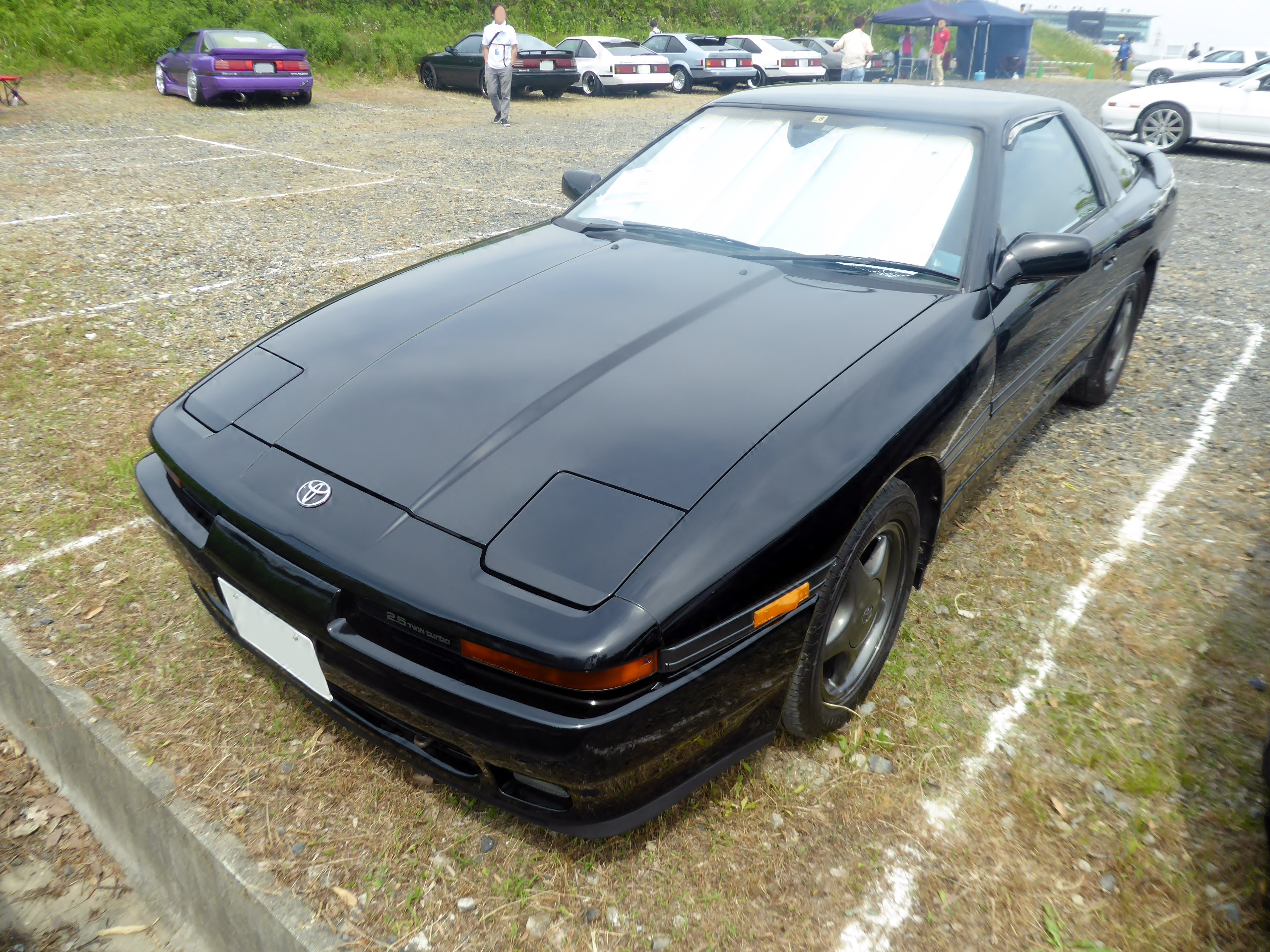
Toyota SUPRA 2.5GT Twin Turbo R (E-JZA70)

Cựu tay đua đường phố kỷ lục gia Shuto, Kyōhei đã nghỉ đua đường phố và hiện thuộc về đội đua của Keiichi Tsuchiya. Một ngày nọ, khi đang đua vượt núi, một chiếc Toyota Supra (JZA70) màu đen ẩn trong đường hầm từ phía sau đến và thách thức Yūsuke (S13) trong một cuộc đua, nhưng Yūsuke không phải là đối thủ của Black Supra vô danh. Kyōhei vẫn bị ám ảnh bởi vụ tai nạn kinh hoàng xảy ra trên Đường cao tốc vài năm trước, khiến anh phải rời bỏ cuộc đua đường phố. Một ngày nọ khi đang giải tỏa cơn giận của mình trên vùng núi tuyết, anh và Tsuchiya đã chứng kiến một tai nạn dẫn đến việc Tsuchiya (R32) phải chạy đua xuống núi tuyết để được giúp đỡ. Sau khi chứng kiến điều này, Kyōhei yêu cầu Yūsuke bỏ đua đường phố, sau đó người này trả lời rằng đánh bại kỷ lục là điều duy nhất đối với anh ta. Khi Kyōhei nghe tin đối thủ cũ của mình, Yūsuke đã bị tai nạn trên đường cao tốc trong khi đua với chiếc Supra vô danh, khiến bản thân anh bị mù vĩnh viễn, Kyōhei (R32) quay trở lại Đường cao tốc Shuto cho một cuộc đua đường phố cuối cùng để trả thù cho Yūsuke. Đến cuối cuộc đua với Supra đen, Kyōsuke biết được rằng người thương vong trong vụ tai nạn lúc đầu là em gái của tay đua Supra, Miyuki và rút khỏi cuộc đua. Kyōhei đợi Supra đen và thề sẽ không bao giờ đua trên đường phố nữa, Supra đen cũng vậy. Sau khi Kyōhei quay trở lại ga ra đua xe, một người nào đó đã đưa cho anh một chiếc mũ bảo hiểm đua xe, đó là chủ ý của Tsuchiya. Cảnh cuối cho thấy Kyōhei trong chiếc xe Công thức 3000 số 82 đứng thứ 6 trong lần đầu ra mắt giải đua chuyên nghiệp.

### Megalopolis Expressway Trial 4 (1992)

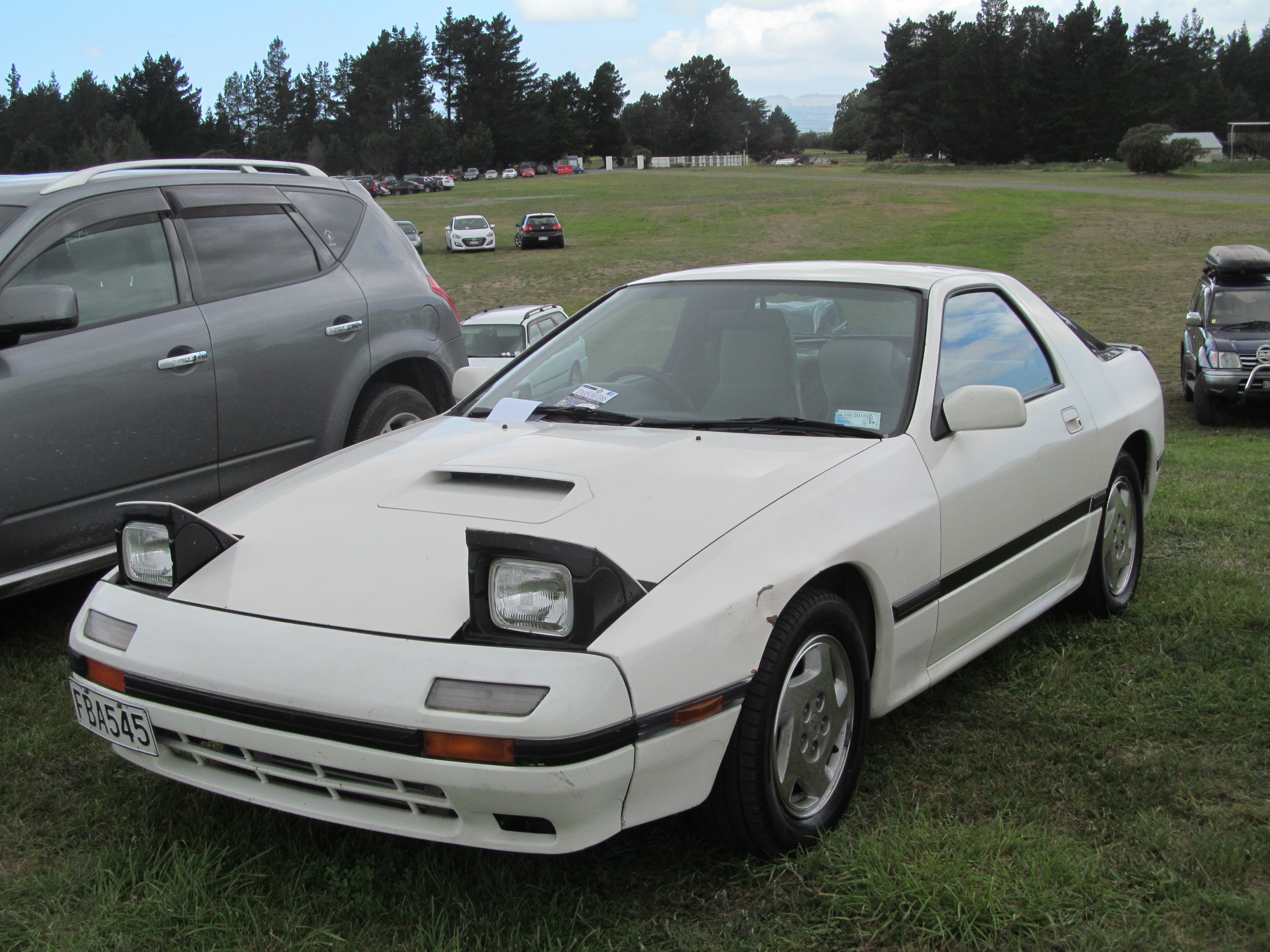
1986 Mazda RX-7 Savanna Turbo (FC3S)

Một cậu bé tên là Keiichi, được chẩn đoán mắc bệnh ung thư giai đoạn cuối. Chiếc xe yêu thích nhất của cậu nhỏ này là Skyline GT-R (BNR32). Ước muốn duy nhất của cậu bé, là trở thành một tay đua chuyên nghiệp, giống như thần tượng Keiichi Tsuchiya của cậu bé. Anh trai của cậu bé, Toshihiko không chỉ bán xe của mình (Silvia K's (S13)), mà còn cả xe của cha anh (1989 Honda Accord Inspire) để mua một chiếc GT-R R32 màu đỏ (BNR32). Toshihiko chọn chạy đua trên đường phố vì anh ấy biết anh trai Keiichi của mình sẽ không thể nhìn thấy nó khi anh ấy cố gắng trở thành tay đua chuyên nghiệp. Một ngày nọ, khi đang đi thăm trường đua, cậu bé tình cờ gặp Tsuchiya và được đưa đi nhờ xe. Khi tình trạng của em trai trở nên tồi tệ hơn, và trên giường bệnh, cậu bé bắt anh trai mình hứa sẽ trở thành một tay đua chuyên nghiệp, và đánh bại Tsuchiya trong một cuộc đua.
Trong phim, một số pha hành động đua xe diễn ra, bao gồm RX-7 (FC3S) màu trắng so với chiếc 180SX (RS13) màu vàng, cũng như chiếc Supra Twin Turbo R (JZA70) màu đen, bị đánh bại bởi chiếc GT-R màu đỏ (BNR32) vượt trội trong cuộc đua cự ly ngắn đường phố 0-400m (Zero-Yon) và làm bìa tạp chí độ xe mới nhất. Người đàn ông sở hữu RX-7 màu trắng (FC3S), Akira, sau đó đã hỏi liệu anh ta có bị Takahiro Yamanaka từ chối đua trên đường phố hay không và thách thức GT-R R32 (BNR32) đỏ để đua trên đường cao tốc Shuto, nói rằng 0-400m là quá bình thường, yêu cầu anh ấy tạo ra huyền thoại cho riêng mình, đồng nghĩa là đánh bại kỷ lục các tay đua trên cao tốc Shuto trước đó. Sau đó cả hai gặp tai nạn và phải đưa vào bệnh viện. Takahiro Yamanaka, từ phần 2, sẽ xuất hiện với tư cách khách mời đặc biệt, với tư cách là người thợ máy điều chỉnh những chiếc xe cho cuộc đua cuối cùng, và là người huấn luyện cho Toshihiko, chuẩn bị cho trận chiến sắp tới với Tsuchiya trên đường đua.
Chú thích:
- 1991 Nissan Skyline (BNR32) GT-R màu đỏ. Chiếc xe của nhân vật chính: Toshihiko. Xe được trang bị 550HP (mã lực) RB26DETT, xe được nâng cấp và hiệu chỉnh bởi xưởng độ xe TBO.

### Megalopolis Megalopolis Expressway Trial 5: Cuộc chiến cuối cùng (1993 - 1994)

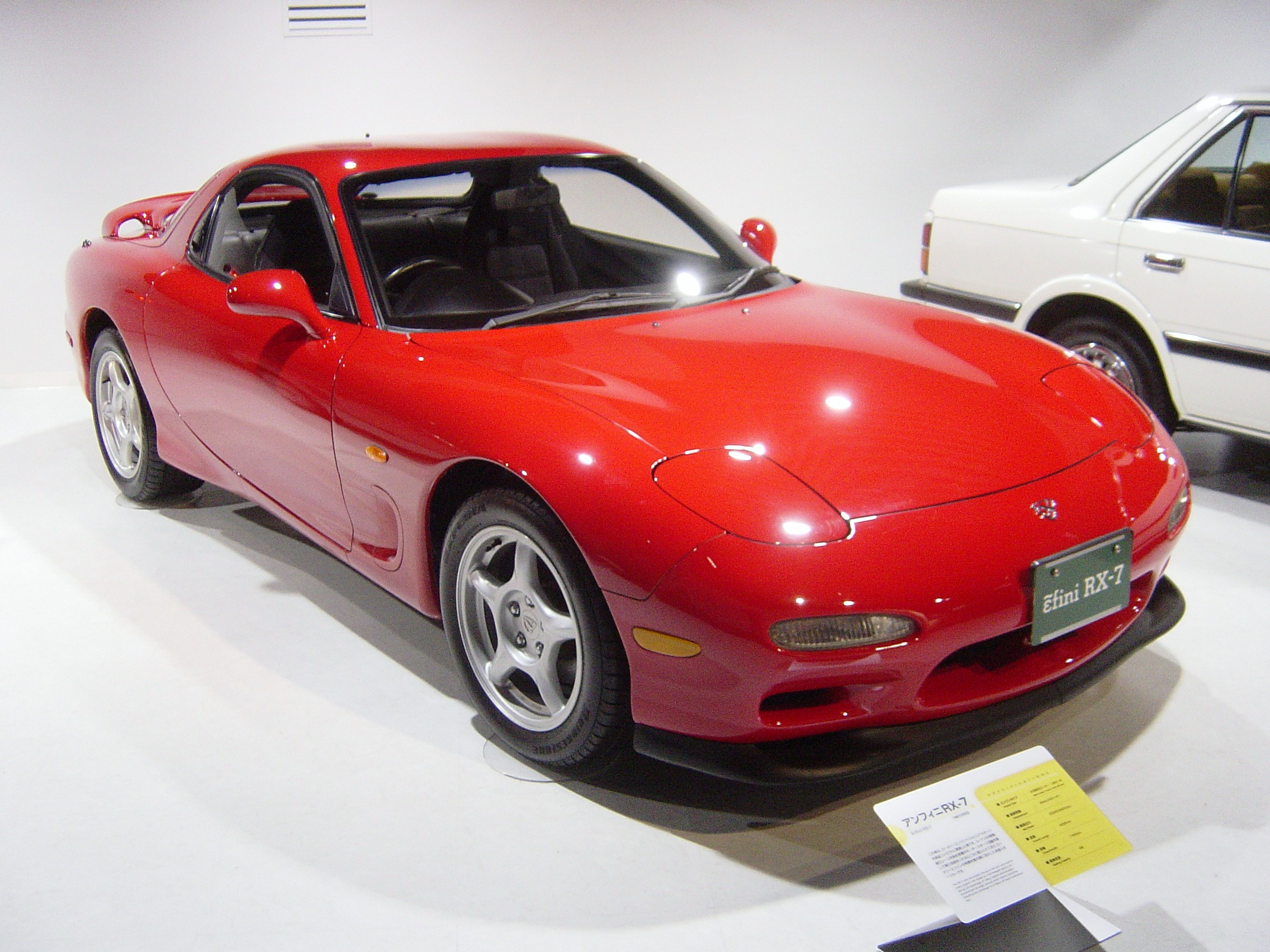
Mazda / ɛ̃fini RX-7 Type R (FD3S)

Câu chuyện kể về tay đua đường phố Yusuke, người đã đánh bại nhiều tay đua khác nhau trên chiếc Mazda RX-7 (FC3S) màu trắng của mình. Sau đó, anh thách thức một tay đua khác tên là Miyajima trên chiếc Nissan Skyline GT-R R32 màu vàng, kết quả là Yusuke đã gây thiệt hại nặng động cơ cho chiếc FC3S và buộc phải tu sửa.
Với xu hướng nóng nảy của mình và khiến mối quan hệ của anh ấy trở nên căng thẳng với cả bạn gái Junko và người bạn thợ máy của anh ấy, anh ấy cũng cố gắng để Keiichi Tsuchiya đua với anh ấy nhưng từ chối vì anh ấy chỉ đua trên đường đua hơn là trên đường cao tốc.
Trên đường đi, anh mua một chiếc Mazda / ɛ̃fini  RX-7 (FD3S) màu đỏ mới và sau đó tái đấu với Miyajima, người sau đó đã gặp phải một tai nạn trọng thương trong lúc qua mặt Yusuke, Cái chết của Miyajima không phải do Yusuke chủ ý gây tai nạn, do động cơ GT-R R32 của Miyajima trang bị phụ tùng độ xe hiệu suất cao vượt mức cho phép làm ảnh hưởng đến hệ thống xe, làm cho động cơ hoạt động quá công suất dẫn đến bị nổ động cơ và tai nạn. Bị vu khống vì đã vô tình gây tai nạn cho Miyajima, Yusuke tìm cách chuộc lỗi với Keiichi Tsuchiya, nhưng lại khiến anh ta khó chịu hơn nữa để chạy đua trên đường cao tốc dẫn đến một cuộc hỗn chiến. Cuối cùng Yusuke quyết định thay đổi cách suy nghĩ của mình và cuối cùng có cơ hội đua Keiichi trên đường đua.

### Megalopolis Megalopolis Expressway Trial 6: TO THE MAX / Đỉnh điểm (1996)

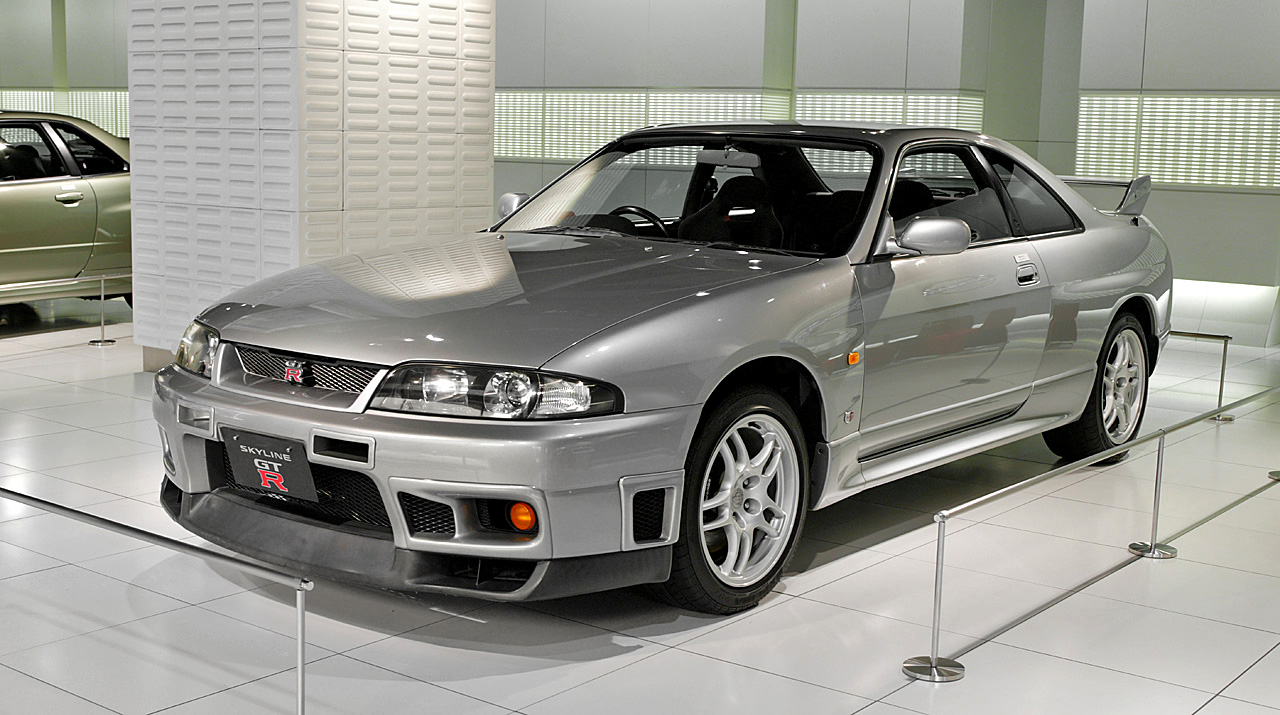
1996 Nissan Skyline R33 GT-R V-Spec (BCNR33)

Nhà vô địch Shuto Shikiba Tatsuya (R33 GT-R Đen tím) đến Osaka để thách đấu với nhà vô địch Osaka Kanjō  Sendō Makoto (JZA70 Supra). Sendō bị tai nạn trong cuộc đua, xe bị hư hỏng nặng và phải nhập viện. Mở đầu, tại tháp Tsūtenkaku của Osaka. Tsuchiya Keiichi (NSX Type R) nói với người thợ máy Kazuki (cũng là bạn của Shikiba) rằng anh phải từ bỏ đua xe đường phố. Kazuki yêu cầu Shikiba đua lần cuối.

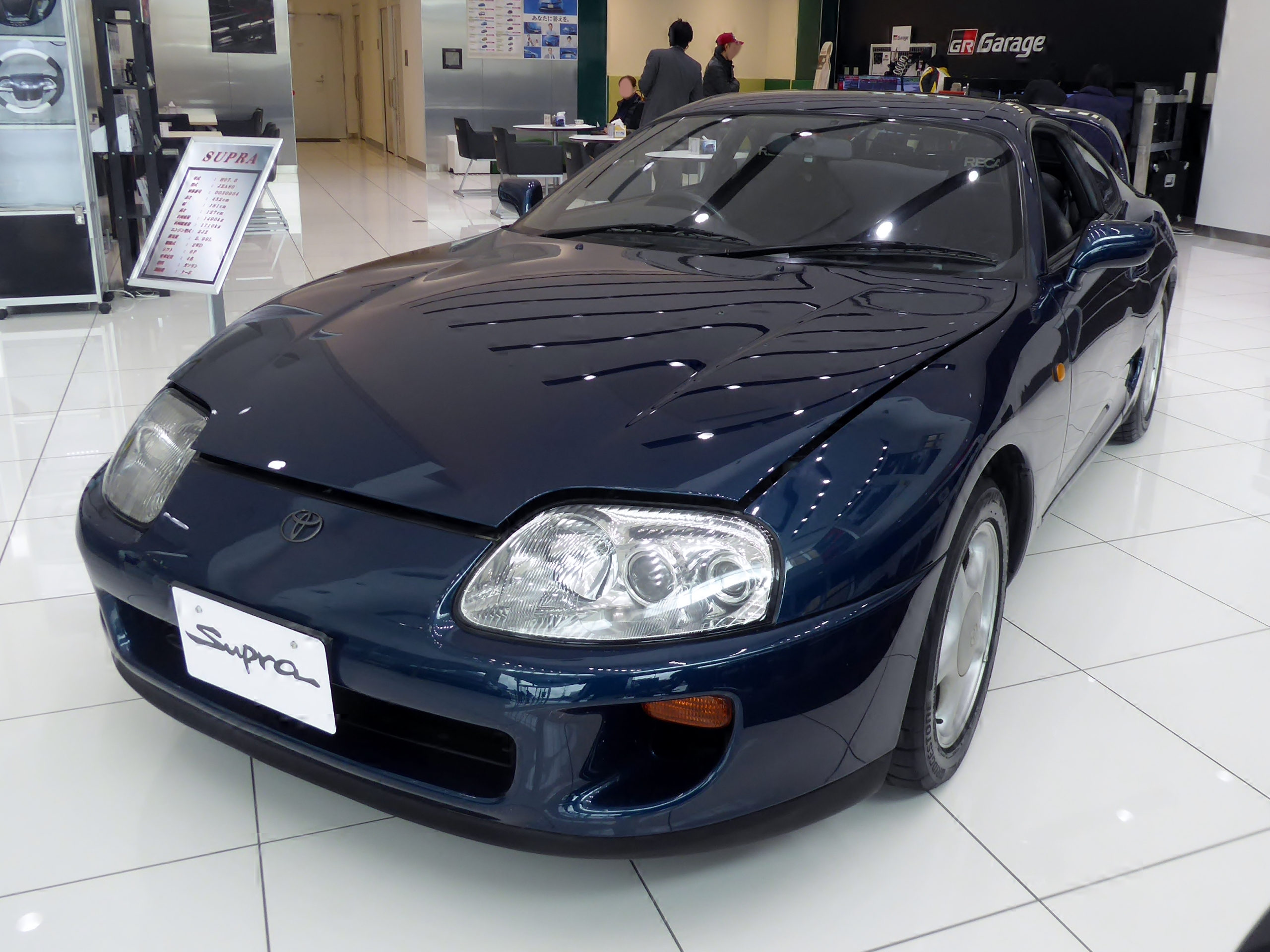
1995 Toyota Supra RZ Turbo (JZA80)

Hai tháng trôi qua. Sendō rời bệnh viện trên chiếc Toyota JZA80 Supra Turbo RZ mới của mình để tìm Shikiba ở Tokyo. Shikiba đã từ bỏ đua xe và dành thời gian ngắm nhìn chiếc vỏ bị hỏng của chiếc R33 GT-R của Kazuki. Có vẻ như Kazuki đã thiệt mạng trong cuộc đua cuối cùng của họ (do xe Kazuki bị mất lái, không kiểm soát được tốc độ). Sendo tìm thấy Shikiba trong một ga-ra ở gần sân bay, nhưng Shikiba sẽ không đua với anh ta, trao cho anh ta một vé Akira Sudō để đền bù. Các buổi biểu diễn của Akira Sudō xen kẽ với một số cuộc đua / đối thoại. Shikiba chấp nhận một thử thách cuối cùng từ một người lái xe Nissan Z32 300ZX, người cũng vừa mới ra viện. Khi Shikiba đi qua nơi Kazuki bị gặp nạn, anh ấy không thể hoàn thành cuộc đua, và lái xe để xem lại GT-R R33 của Kazuki. Anh ta tìm thấy Tsuchiya ở đó, người đã chỉ trích anh ta một cách mạnh mẽ, và thách thức anh ta chạy trên đường đua. Anh ấy chạy đua nhưng không thể sánh được với Tsuchiya. Tsuchiya nói với anh ấy rằng đua đường phố là vô ích, và nếu anh ấy không rèn luyện trên đường đua, anh ấy không thích hợp với tay lái. Shikiba tức giận đến chỗ đua đổ đèo, và bị mất kiểm soát tay lái. Hồi tưởng về cái chết của Kazuki (R33 GT-R phát nổ). Shikiba cuối cùng cũng trở về nhà hai ngày sau cuộc đua để tìm Sendo ở với em gái mình. Họ có một cuộc chiến tay đôi, Shikiba bỏ đi (do Shikiba chưa tìm được câu trả lời cho riêng mình).

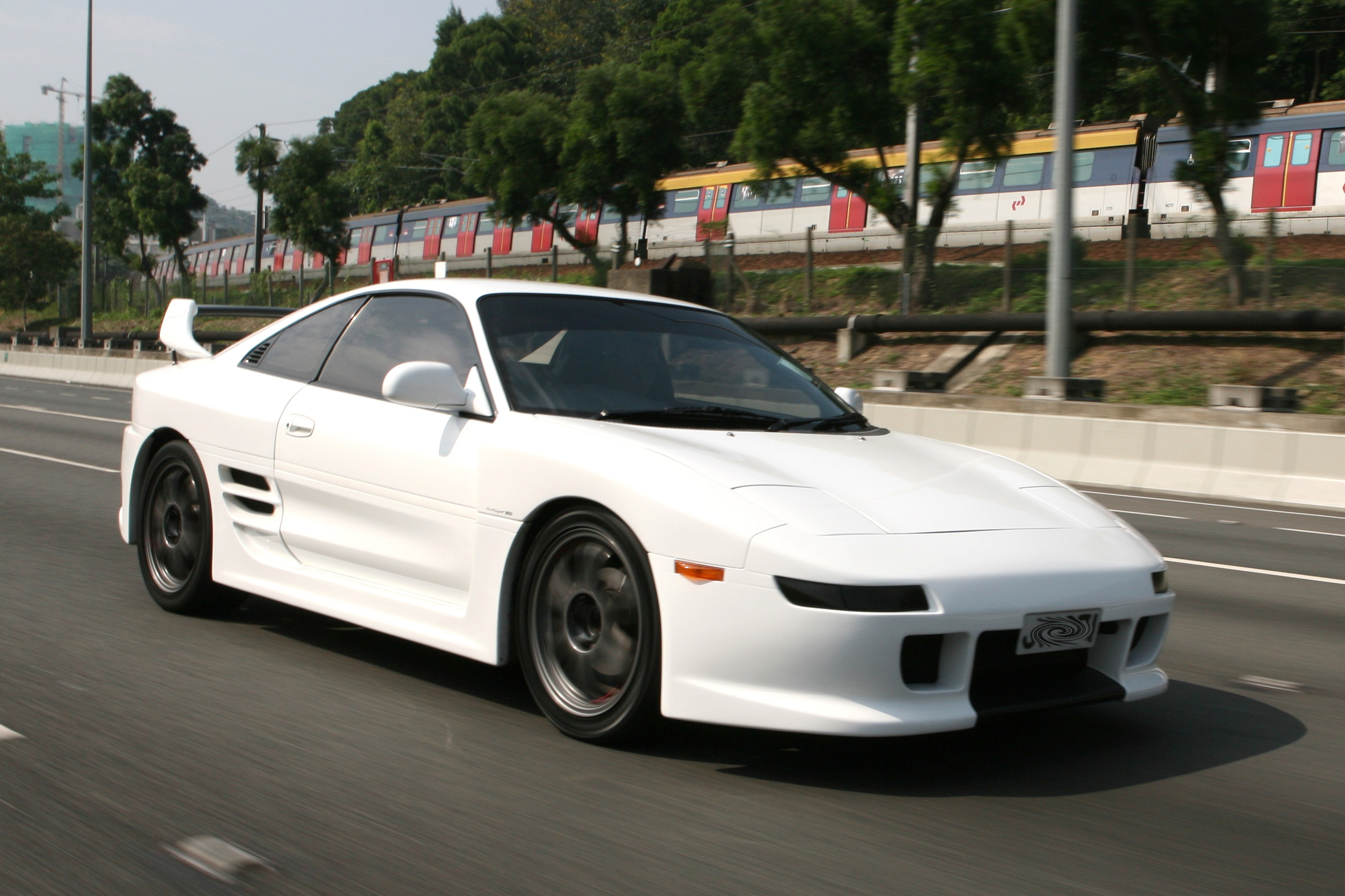
Toyota TRD 2000GT MR2 (SW20)

Hồi tưởng cho thấy R33 GT-R của Shikiba ban đầu chủ sở hữu là Kazuki, Shikiba (sở hữu chiếc Toyota SW20 MR2 TRD 2000GT trắng kim loại) đua và thắng Kazuki, sau đó xe của Kazuki (GT-R R33 Đen tím) sang chủ cho Shikiba trong một cuộc đua vào lần gặp đầu tiên của họ. Kazuki ấn tượng đến mức anh ấy đã nhờ Shikiba giúp tạo ra một huyền thoại bằng cách sử dụng GT-R (dù sang chủ cho Shikiba, nhưng Kazuki vẫn hiệu chỉnh GT-R cho Shikiba), đánh bại tất cả các tay đua trên các con đường phố khắp Nhật Bản, sau đó chuyển sang đua xe chuyên nghiệp trên đường đua quốc tế, với Kazuki là người điều chỉnh / độ xe. Hồi tưởng kết thúc. Bạn gái mất của Kazuki, Kaoru, quấy rối Shikiba trên bến tàu. Trong khi đó, Sendō thách thức và đánh bại nhà vô địch mới 300ZX. Em gái của Shikiba nói với Kaoru rằng ước mơ của Kazuki vẫn rất quan trọng. Kaoru tìm thấy Shikiba đang lau gần GT-R của Kazuki và gọi anh ta là kẻ nhát gan vì đã từ bỏ ước mơ của Kazuki. Cô ấy đưa cho anh ấy chip ROM điều chỉnh mà Kazuki đã làm trước khi anh ấy mất. Shikiba nói rằng anh ấy sẽ đua trên cao tốc Shuto một lần nữa. Anh ta thách thức Sendō. Shikiba và Kaoru chuẩn bị GT-R R33. Sendo và em gái Shikiba chuẩn bị cho Supra JZA80 Turbo. Trong cuộc đua, Shikiba nhận thấy chiếc xe có ít sức mạnh hơn. Cuối cùng, anh ấy nhận ra dải công suất đã tăng cao hơn nên điều chỉnh phù hợp với cách lái của mình và giành chiến thắng.

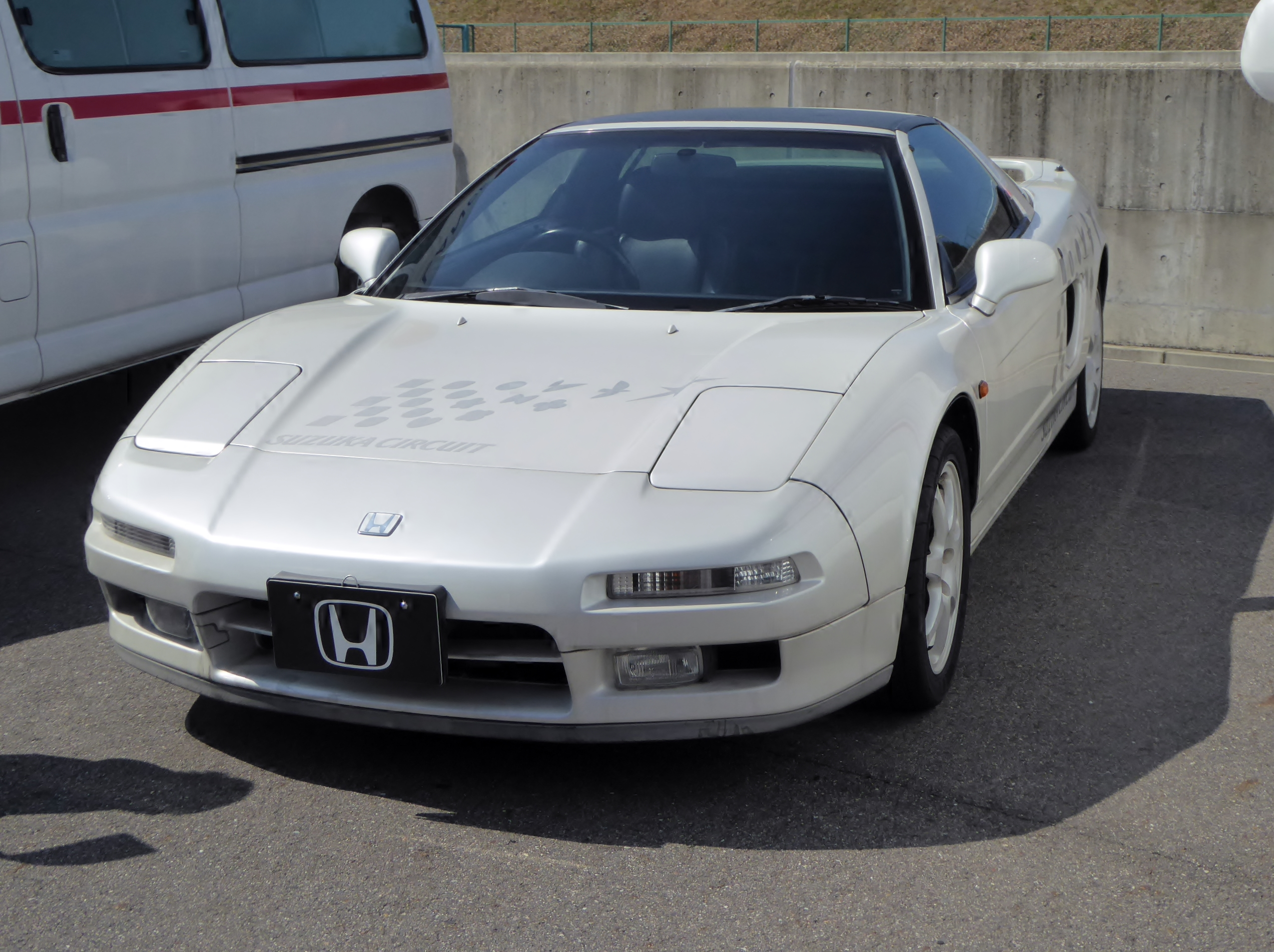
Honda NSX (NA1)

Ngày hôm sau, anh quay trở lại trường đua để tìm Kaoru và Tsuchiya. Trong khi ở đó, Tsuchiya đề nghị Shikiba một cuộc đua khác, nhưng từ chối, nói rằng anh ấy đã đua với anh ấy, và biết nó như thế nào khi đua trên đường đua. Sau đó, anh ấy đưa cho Kaoru chìa khóa GT-R R33 và nói rằng anh ấy sẽ không từ bỏ ước mơ của Kazuki. GT-R là giấc mơ của Kazuki, anh ấy cảm thấy nó nên có với Kaoru. Shikiba, chuẩn bị rời đi, nhưng Tsuchiya đã thách thức anh lần nữa. Sendō và em gái Shikiba lần lượt lên xem. Rõ ràng là em gái của Shikiba hiện đang quan tâm đến Sendō. Tsuchiya cho Shikiba mượn một chiếc NSX khác, và bộ phim kết thúc với cảnh 2 chiếc NSX đua vui vẻ với nhau trên đường đua.

## Đóng thế
Các pha nguy hiểm trong cảnh rượt đuổi của cảnh sát trong phần phim đầu tiên được thực hiện bởi chuyên gia đóng thế, Takahashi Racing.
Vào thời điểm đó, màn đóng thế cảnh đua trong phần phim thứ hai được coi là màn đóng thế nguy hiểm nhất từng được thực hiện.